# Allophylus natalensis
Allophylus natalensis là một loài thực vật có hoa trong họ Bồ hòn. Loài này được (Sond.) De Winter mô tả khoa học đầu tiên năm 1954.

## Hình ảnh

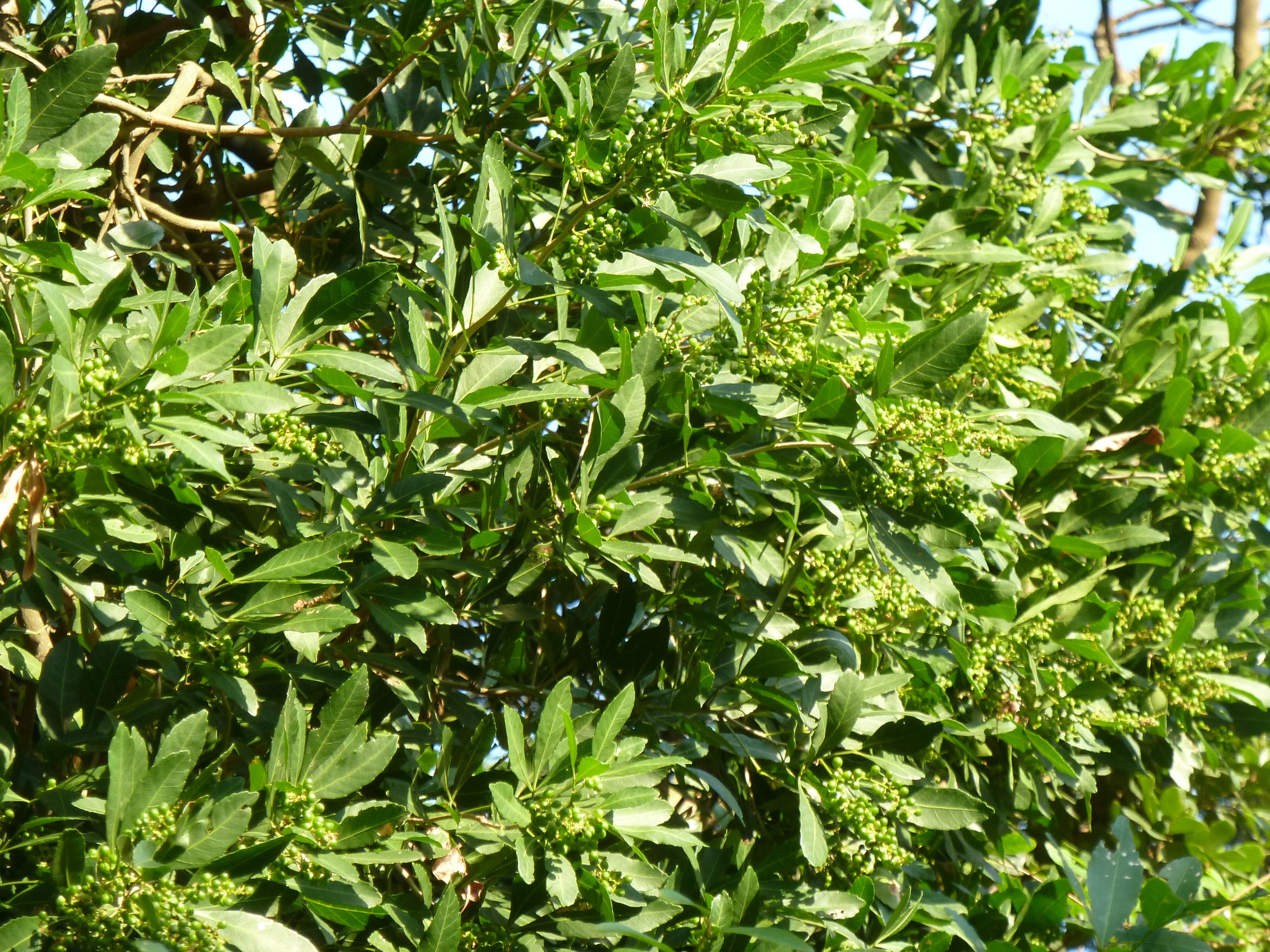
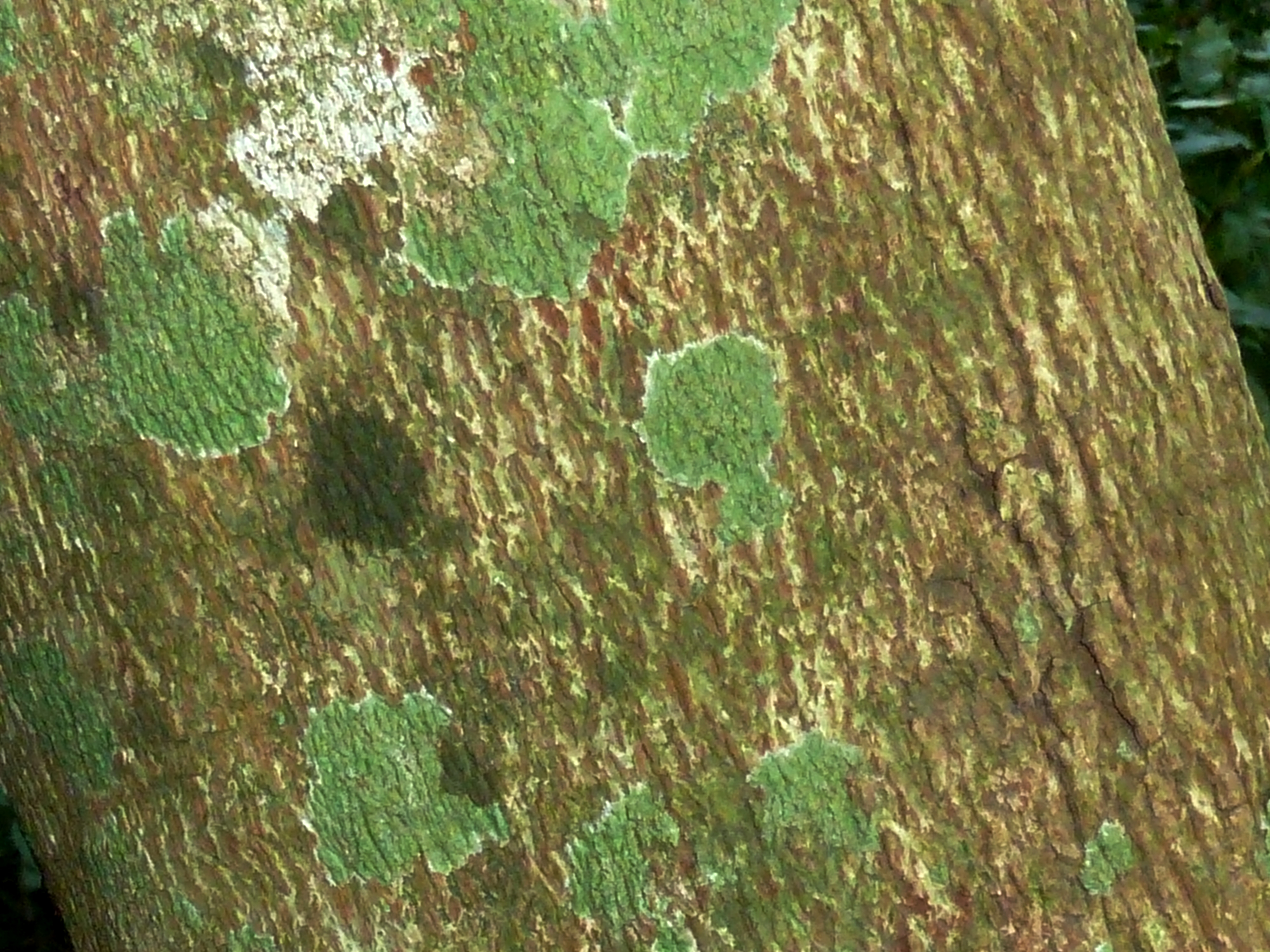